# Alfa Romeo GTV

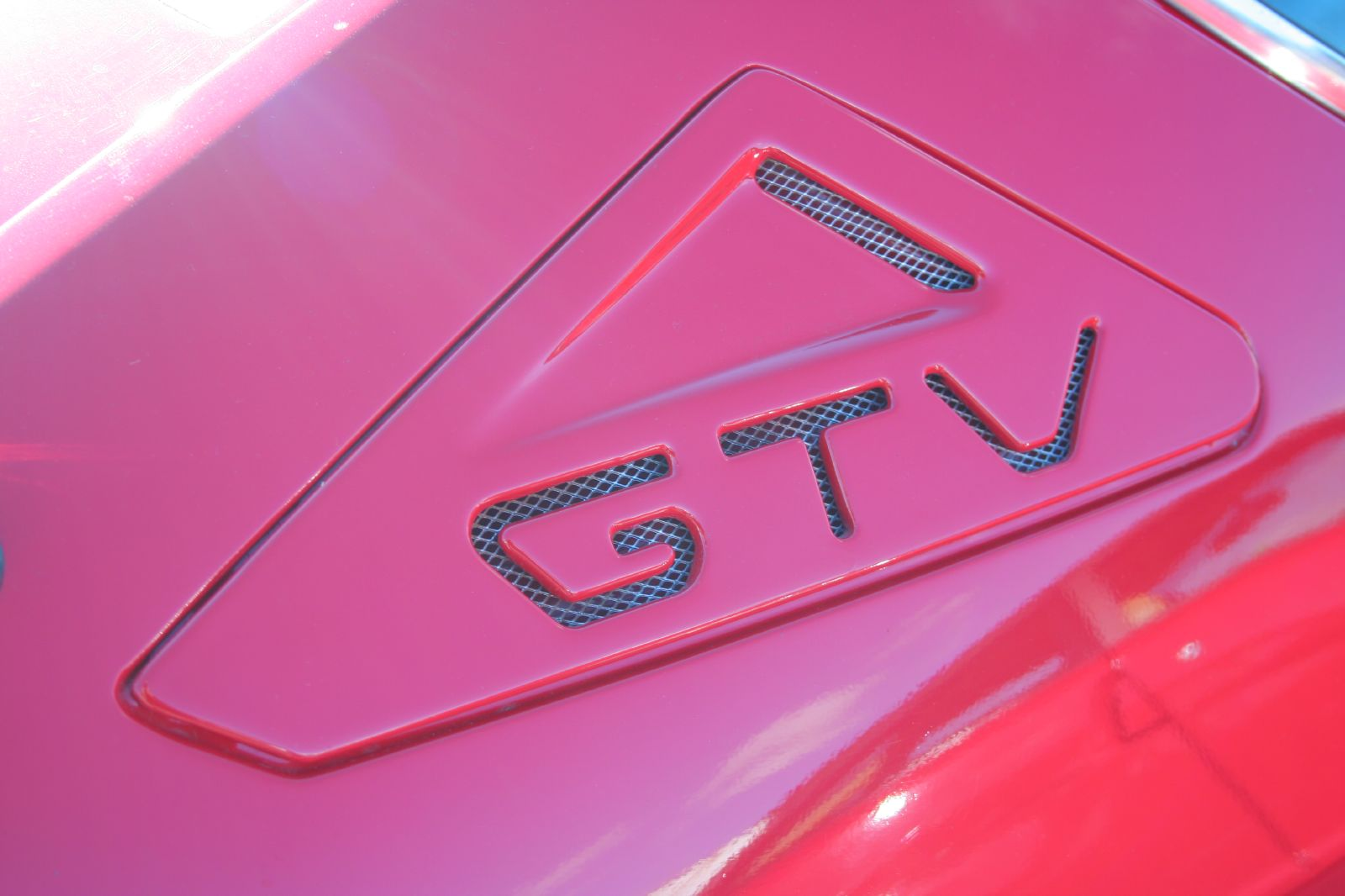
Konsequente Umsetzung der Keilform: Detailansicht der Alfetta GTV

Der Alfa Romeo GT / GTV, auch als Alfetta GT / GTV bezeichnet, ist ein Sportcoupé von Alfa Romeo. Das Modell entstand ab Anfang 1974 auf Basis des Alfetta und wurde bis Anfang 1986 gebaut.
Eine zweite Generation wurde im Herbst 1994 zusammen mit dem neuen Spider nach einer längeren Pause eingeführt und bis Ende 2005 gebaut.

## Modellentwicklung
Das Sportcoupé basierte auf der im Radstand um elf Zentimeter verkürzten Plattform der Alfetta-Limousine und wurde Anfang 1974 eingeführt. Ihre eigenständige Karosserie war von Giorgio Giugiaro entworfen worden, mit dem Alfa Romeo zu dieser Zeit eine enge Zusammenarbeit pflegte. Giugiaro wollte beim ursprünglichen Karosserieentwurf der Alfetta GT zahlreiche Ideen verwirklichen, die für die damalige Zeit ungewöhnlich waren.
Die Kombination einer extrem flachen und niedrigen Front mit einem voluminösen Heck sollte einerseits der Aerodynamik dienen, bot andererseits aber auch Platz für vier Personen und einen vergleichsweise üppigen Kofferraum. Die ursprünglich vorgesehene Gestaltung der Front mit teilabgedeckten Scheinwerfern nach dem Vorbild des Alfa Romeo Montreal wurde aus Kostengründen im Entwicklungsstadium verworfen. Aufgrund geänderter amerikanischer Zulassungsbestimmungen zur Höhenlage der Scheinwerfer wurden diese relativ spät in der Entwicklung noch vergrößert, was zu der ungewöhnlichen Gestaltung mit der zwischen den Leuchteneinheiten herabgezogenen Motorhaube führte.
Im weiteren Verlauf der Entwicklung stellte sich heraus, dass zahlreiche weitere Ideen Giugiaros nicht umsetzbar waren. Die ursprünglich vorgesehene Heckgestaltung mit einem zwischen den Leuchten stark eingezogenen Blech ließ sich in dieser Form schlicht nicht herstellen und musste geändert werden. Die ursprünglich vorgesehene, neuartige und heutzutage übliche Unterbringung der Scheibenwischer in einem Spalt zwischen Motorhaube und Windschutzscheibe wurde verworfen, weil die Entwickler bei Alfa Romeo Bedenken wegen der Funktion bei Schnee in diesem Spalt hatten. Die dann realisierte offene Montage der Scheibenwischer hat Giugiaro noch lange sehr geärgert. Die vorgesehene, extrem flach angestellte (noch flacher als dann realisiert) Windschutzscheibe wurde im Lauf der Entwicklung steiler gestellt, weil in der flachen Scheibe starke optische Verzerrungen auftraten und sich die Oberfläche des Armaturenbretts so intensiv spiegelte, dass der Fahrer eine sehr schlechte Sicht nach vorne hatte. Bei dieser Änderung wurde auch die seitliche Wölbung der Scheibe stark reduziert, um optische Verzerrungen zu verringern, was wiederum zu einer schlechteren Umströmung der A-Säule und zu einer unbefriedigenden Luftströmung entlang der Karosserieseiten führte. Auch musste am Fuß der Windschutzscheibe eine ungewöhnlich gestaltete Dichtung mit einem Strömungsabweiser montiert werden, weil sonst die Scheibenwischer bereits bei sehr niedrigen Geschwindigkeiten keinen Kontakt mehr zur Scheibe gehabt hätten. Bei Windkanalversuchen stellte sich auch heraus, dass die Gestaltung mit der zur Führung des Luftstroms zwischen den Dachholmen abgesenkten Heckklappe mit integriertem Spoiler völlig sinnlos war, weil die Klappe dort gar nicht mehr angeströmt wurde. Außerdem mussten an der Front kleine Halbspoiler montiert werden, um den starken Auftrieb der Frontpartie zu verringern und eine ausreichende Durchströmung mit Kühlluft zu gewährleisten. Insgesamt war die aerodynamische Qualität der Alfetta GT vergleichsweise schlecht, weil sich viele Ideen als wirkungslos herausstellten. Dadurch hatte die Karosserie nur einen vergleichsweise schlechten Luftwiderstandsbeiwert (Cw) von 0,38.

### Serienmodelle
Von Anfang 1974 bis Herbst 1980 wurden die Coupés in den Versionen Alfetta GT (1974–1975), Alfetta GT 1.6 (1976–1980), Alfetta GT 1.8 (1975–1976) sowie in der stärksten Version als Alfetta GTV 2000 (1976–1980) gebaut. Die Leistung der 4-Zylinder-Motoren lag je nach Version zwischen 79 und 96 kW (108 und 131 PS). In sehr geringer Stückzahl gab es auch eine 2-Liter-Turbo-Version mit 110 kW (150 PS). Von 1975 bis 1978 wurden auch rechtsgelenkte Modelle für Länder mit Linksverkehr montiert. Alfa Romeo South Africa stellte zudem einen GTV mit 3 l Hubraum her. Dieses Modell, das äußerlich durch eine große Hutze zu erkennen ist, leistete 174 PS, war für den Motorsport gedacht und wurde 1984 bis 1985 in 212 Exemplaren hergestellt.
Im Herbst 1980 erhielt der GTV ein grundlegendes Facelift (Stoßfänger, Spoiler und Seitenverkleidungen aus Kunststoff, neues Armaturenbrett, neue Sitze etc.). Es gab zwei Modelle: den GTV 6 mit dem von Giuseppe Busso entwickelten 2,5-Liter-V-6-Motor und 116 kW (158 PS) Leistung (1980–1986) und weiterhin den GTV 2.0 (1980–1985). Der GTV 6 ist äußerlich an einem „Buckel“ auf der Motorhaube zu erkennen. Das Präfix „Alfetta“ verschwand dabei aus der Namensbezeichnung.
Der GTV hat eine De-Dion-Hinterachse. Der Motor ist vorne, aber die Kupplung und das Getriebe sind mit dem Differential an der Hinterachse in einem gemeinsamen Gehäuse (Transaxle). Dadurch hat das Fahrzeug eine relativ gleichmäßige Gewichtsverteilung. Die verschiedenen GTV-Typen sind die letzten Sportcoupés mit Hinterradantrieb, die von Alfa Romeo in Großserie produziert wurden.
Der hintenliegende Antriebsstrang der Alfetta war stets die größte Schwachstelle dieser Fahrzeuge. Einerseits erzwang das hintenliegende Getriebe ein langes Schaltgestänge, das durch mangelhafte Führung zu einer ungenauen Handhabung führte. Andererseits war das Getriebe selbst verschleißanfällig und nicht hoch belastbar. Dies zeigte sich bei Sporteinsätzen und leistungsgesteigerten Varianten, die immer Probleme mit der Haltbarkeit des Getriebes offenbarten. Das war auch der Grund dafür, dass später keine größeren Motoren als der 2,5-Liter-V6 verwendet wurden – das Getriebe hätte einfach mehr Drehmoment nicht verkraftet, und ein neues Getriebe wäre zu teuer gewesen.
Bei der Entwicklung des Antriebsstrangs hatte Alfa Romeo zuerst große Probleme mit hochfrequenten Vibrationen aus der Kardanwelle, die sich auf das Getriebe übertrugen. Erst in Zusammenarbeit mit Pirelli konnten spezielle Giubo-Kupplungen entwickelt werden, die die Welle und das Getriebe schwingungstechnisch entkoppelten. Diese elastischen Kupplungselemente sind ein typisches Verschleißteil der Alfetta und müssen regelmäßig ersetzt werden.
Die starke Anfälligkeit für Korrosion (bis 1983) sorgte für eine kurze Lebensdauer trotz hoher Gebrauchtwagenpreise.
Zu seiner Produktionszeit zwischen Anfang 1974 und Frühjahr 1986 gehörte der GTV in seinem Herkunftsland Italien zum gewohnten Straßenbild, und auch in anderen Ländern wurde er ebenfalls gut verkauft. Zudem gab es von den verschiedenen Typen fast immer US-Versionen.
Die Alfetta GT erreichte mit 134.643 produzierten Exemplaren nicht ganz die Stückzahlen des konzeptionell sehr ähnlichen direkten Konkurrenten Porsche 924.
Die vermeintlichen Vorteile der Alfetta gegenüber dem 924 durch den sportlichen Motor, das Fünfganggetriebe und das aufwendige Fahrwerk statt eines modifizierten Lieferwagenmotors, eines Vierganggetriebes und eines Fahrwerks aus einem VW-Teile-Sammelsurium traten gegenüber den Nachteilen bei der Handhabung und Praxistauglichkeit in der Käufersicht zurück.
Auch der Innenraum mit vier Sitzen und der 'voluminöse' Kofferraum waren offensichtlich nicht die Kriterien, nach denen Kunden ein Sportcoupé kauften.
Die fehlende Modellpflege bei der miserablen Verarbeitungsqualität, die starke Korrosionsanfälligkeit und die in der Presse stets intensiv kritisierte schlechte Handhabung des Getriebes verhinderten nachhaltig den Verkaufserfolg dieser Modellreihe.

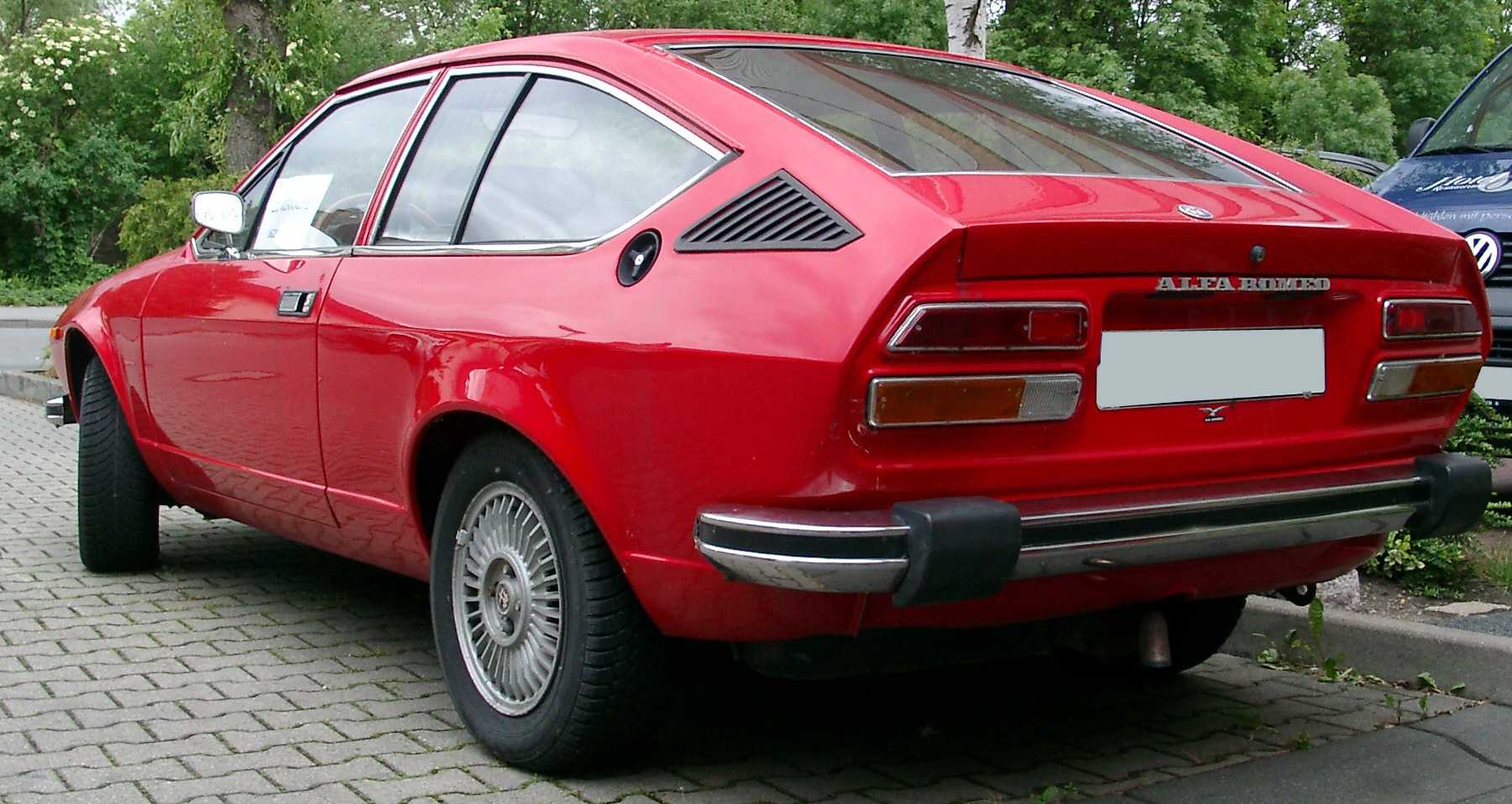
Heckansicht
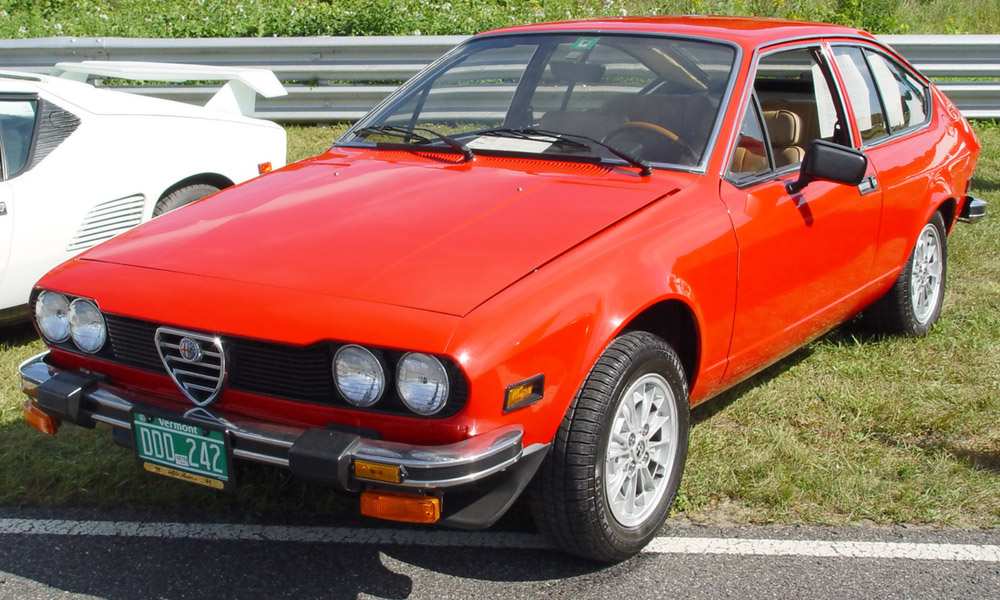
Alfa Romeo Alfetta GTV (US-Version)
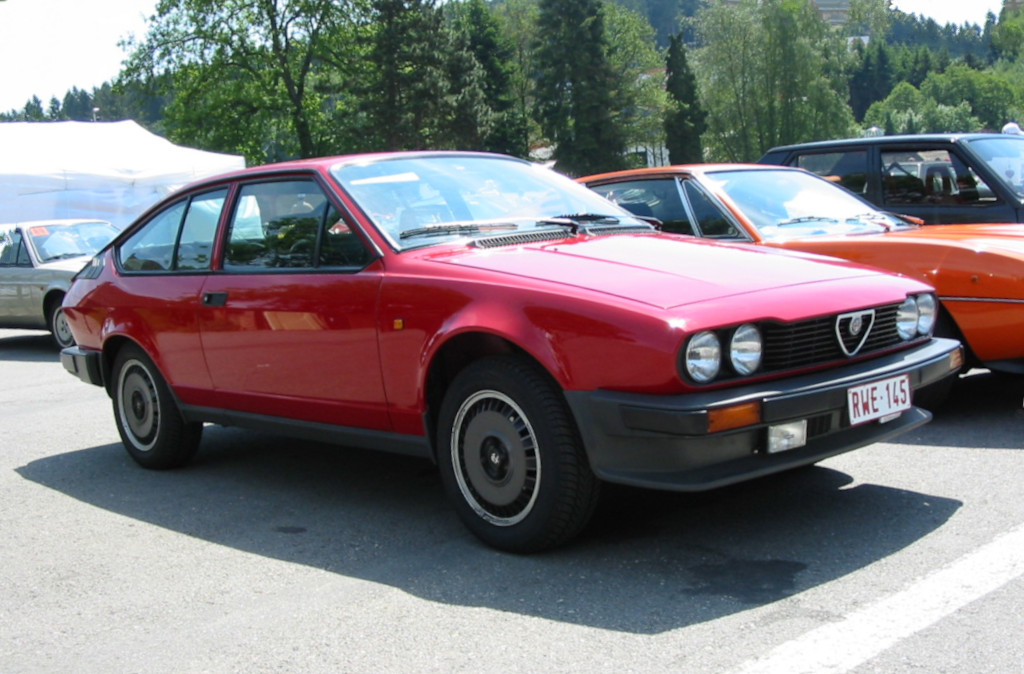
Alfa Romeo GTV (1980–1986)
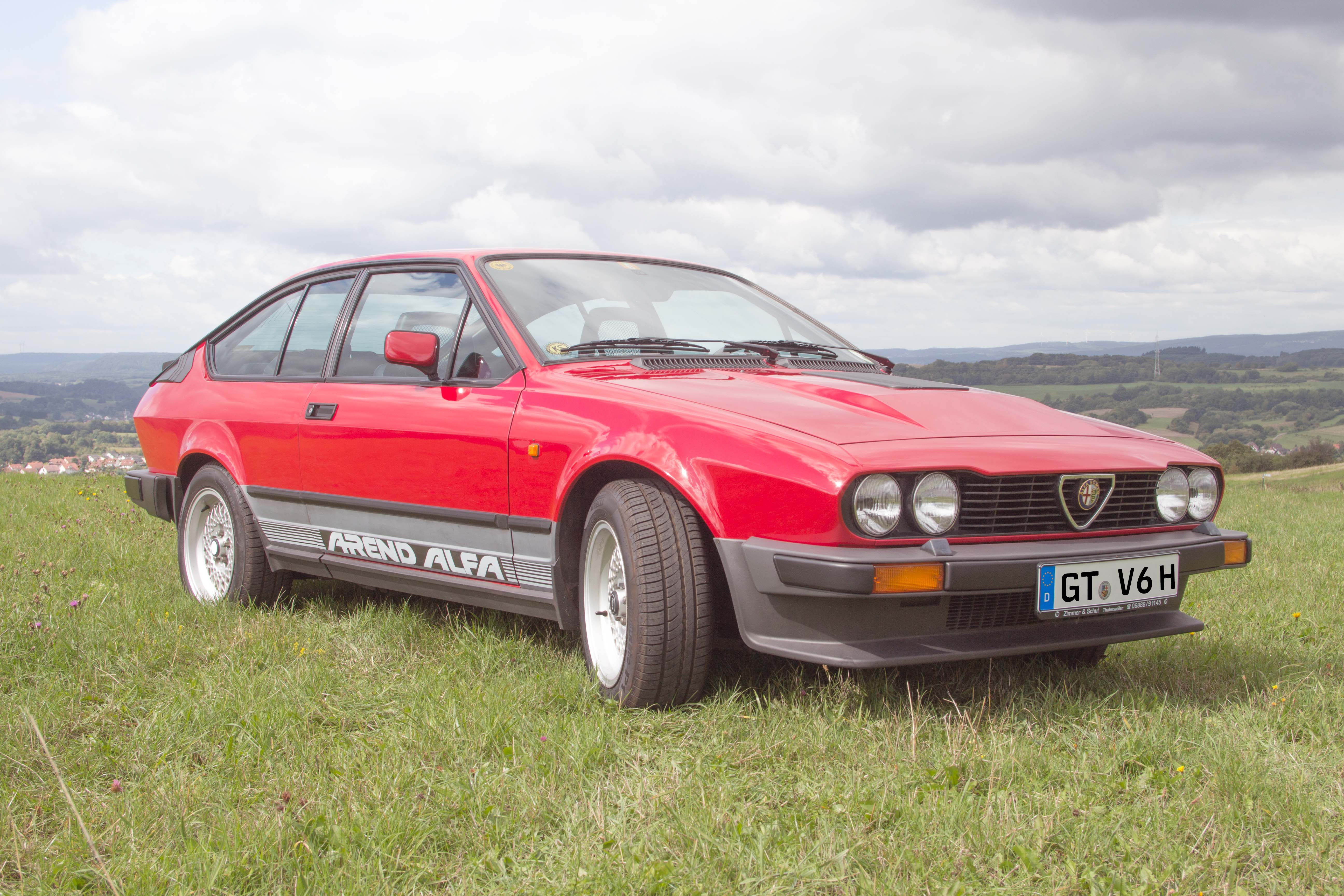
Sehr gut erhaltener GTV6 (1983)

### Versionen mit Achtzylindermotoren

#### Autodelta
Alfa Romeos Motorsportabteilung Autodelta stellte ab 1974 einige für den Rallyesport bestimmte Ausführungen des GT her, die überwiegend seriennah waren. Sie erreichten 1975 Gesamtsiege bei der Rallye Elba und der Rallye Costa Brava.
1975 entstanden bei Autodelta sodann zwei Alfetta GT, die mit einem Achtzylinder-Bootsmotor ausgestattet waren, der 257 kW (350 PS) leistete. Mit ihm wurde die Alfetta zum direkten Konkurrenten des Lancia Stratos. Autodelta meldete das Fahrzeug für Amilcare Ballestrieri zur Rallye di Piacenza im Herbst 1975. Dort fuhr die Alfetta Bestzeiten, schied aber vorzeitig aus, nachdem das seriennahe Getriebe einen Defekt erlitten hatte. Anfang 1976 folgten einige weitere Einsätze der Achtzylinder-Alfetta mit Jean-Claude Andruet. Dann wurde das Projekt eingestellt, weil Alfa Romeo sich nicht in der Lage sah, die von der FIA geforderte Homologationsserie von 400 Exemplaren zu realisieren.

#### Das Reiff-Coupé
Nach dem Scheitern des werksseitigen Achtzylinder-Projekts rüstete das Unternehmen Delta Autotechnik in Düren 1977 im Auftrag des Aachener Alfa Romeo-Händlers Reiff eine Alfetta GT mit dem Achtzylindermotor des Montreal aus. Der Motor leistete 147 kW (200 PS), die Höchstgeschwindigkeit belief sich auf 230 km/h, und 100 km/h waren nach 7,5 Sekunden erreicht. Reiff stellte das Achtzylinder-Coupé auf der IAA 1977 in Frankfurt öffentlich vor. Der Kaufpreis wurde mit 50.000 DM angegeben, später wurde er auf 40.000 DM reduziert. Reiff plante eine Serie von 100 Exemplaren. Sie kam allerdings nicht zustande. Grund hierfür waren neben dem hohen Verkaufspreis vor allem technische Schwierigkeiten, denn die serienmäßige Antriebstechnik war der hohen Leistung des Motors nicht gewachsen. Zudem endete 1977 die Produktion von Montreal-Motoren. Heute wird angenommen, dass nicht mehr als drei Reiff-Coupés entstanden, von denen nur noch eines existiert.

### Besonderheiten
Der Alfa Romeo GTV ist heute ein gesuchter Young- bzw. Oldtimer und gilt bei seinen Fans als eines der letzten Sportcoupés der alten Schule. Diese Fahrzeuge waren geprägt durch ihre Eigenheiten, die man heute als Qualitätsmängel einstufen würde und die ein Fahrzeug in heutiger Zeit unverkäuflich machen würden.
So hatte der Alfetta GT oder GTV in den 4-Zylinder-Versionen bedingt durch seine beiden Doppelvergaser zwar eine entsprechende Leistung, der Kaltstart stellte jedoch einen ungeübten Fahrer vor gewisse Schwierigkeiten. Wurde der Motor erfolgreich gestartet, outete sich der Unerfahrene spätestens beim Einlegen des ersten Ganges, der sich im Stand nicht ohne Getriebegeräusche aus dem schnell verschleißenden Getriebe direkt einlegen ließ. Für den erfahrenen „Alfista“ war es eine Selbstverständlichkeit, im Stand bei laufendem Motor nach Treten der Kupplung zuerst den Schaltknüppel leicht in Richtung des zweiten Gangs zu bewegen, um danach bei weiterhin getretenem Pedal den Schalthebel in den ersten zu schieben.

### Zagato Zeta 6
Auf der Basis der Alfetta GTV6 entwickelte der Mailänder Karosseriehersteller Zagato zu Beginn der 1980er-Jahre den Zagato Zeta 6, ein zweitüriges Stufenheckcoupé mit betont rundlicher Karosserie. Das von Giuseppe Mittino gestaltete Fahrzeug wurde auf dem Genfer Auto-Salon im März 1983 öffentlich vorgestellt. Eine Serienproduktion war zunächst gedacht, kam aber wegen wirtschaftlicher Schwierigkeiten Alfa Romeos nicht zustande. Zagato stellte zwei fahrbereite Exemplare des Zeta 6 her, die noch heute (2012) existieren. Eine dritte Rohkarosserie wurde aufgebaut, das Fahrzeug aber nicht komplettiert.